# Rajd Szwecji 1978
Rajd Szwecji 1978 (28. International Swedish Rally) – rajd samochodowy rozgrywany w Szwecji od 10 do 12 lutego 1978 roku. Była to druga runda Rajdowych Mistrzostw Świata producentów w roku 1978 oraz zarazem trzecia runda Rajdowych Mistrzostw Świata kierowców tzw. Pucharu FIA Kierowców. Bazą rajdu było miasto Karlstad.

## Wyniki końcowe rajdu[1]
| Msc. | Kierowca              | Pilot             | Samochód            | Czas    | Strata | Grupa | Pkt zespół | Pkt kierowca |
| ---- | --------------------- | ----------------- | ------------------- | ------- | ------ | ----- | ---------- | ------------ |
| 1    | Björn Waldegård       | Hans Thorszelius  | Ford Escort RS1800  | 6:42.40 | 0.0    | 4     | 10+8       | 9            |
| 2.   | Hannu Mikkola         | Arne Hertz        | Ford Escort RS1800  | 6:44.08 | +1.28  | 4     |            | 6            |
| 3.   | Markku Alén           | Ilkka Kivimäki    | Fiat 131 Abarth     | 6:45.26 | +2.46  | 4     | 8+6        | 4            |
| 4.   | Stig Blomqvist        | Hans Sylvan       | Lancia Stratos HF   | 6:48.11 | +5.31  | 4     | 7+5        | 3            |
| 5.   | Ari Vatanen           | Atso Aho          | Ford Escort RS1800  | 6:50.01 | +7.21  | 4     |            | 2            |
| 6.   | Simo Lampinen         | Sölve Andreasson  | Fiat 131 Abarth     | 6:56.15 | +13.35 | 4     |            | 1            |
| 7.   | Bror Danielsson       | Klas Edqvist      | Opel Kadett GT/E    | 6:59.45 | +15.05 | 2     | 4+8        |              |
| 8.   | Lars-Erik Walfridsson | Per-Arne Persson  | Volvo 142           | 7:17.11 | +34.31 | 2     | 3+7        |              |
| 9.   | Ola Strömberg         | Hansjöran Ericson | Saab 96 V4          | 7:18.02 | +35.22 | 2     | 2+6        |              |
| 10.  | Kjell Melin           | Ola Hellgren      | Volkswagen Golf GTI | 7:19.39 | +36.59 | 1     | 1+8        |              |

## Punktacja

### Klasyfikacja producentów
| Lp | Producent | Pkt. |
| -- | --------- | ---- |
| 1  | Fiat      | 28   |
| 2  | Opel      | 22   |
| 3  | Lancia    | 20   |
| 4  | Porsche   | 18   |
| 5  | Ford      | 18   |

- Uwaga: Tabela obejmuje tylko pięć pierwszych miejsc.

### Klasyfikacja  FIA Cup for Rally Drivers (WRC)
| Lp | Producent           | Pkt. |
| -- | ------------------- | ---- |
| 1  | Ari Vatanen         | 11   |
| 2  | Jean-Pierre Nicolas | 9    |
| 2  | Björn Waldegård     | 9    |
| 4  | Markku Alén         | 8    |
| 5  | Jean Ragnotti       | 6    |
| 5  | Henri Toivonen      | 6    |
| 5  | Hannu Mikkola       | 6    |

- Uwaga: Tabela obejmuje tylko pięć pierwszych miejsc.